# Kamışlı, Pozantı
Kamışlı là một làng thuộc huyện Pozantı, tỉnh Adana, Thổ Nhĩ Kỳ. Dân số thời điểm năm 2009 là 1.476 người.